# 4-Metylotioamfetamina
4-Metylotioamfetamina – organiczny związek chemiczny, substancja psychoaktywna o działaniu stymulującym i słabym empatogennym, pochodna amfetaminy. Jest wyjątkowo niebezpieczną substancją, powoduje silną hipertermię mogącą stanowić zagrożenie dla życia. 4-MTA jest inhibitorem MAO-A, co może też tłumaczyć dużą liczbę przypadków śmierci po 4-MTA. Zażywanie inhibitorów MAO w połączeniu z pochodnymi amfetaminy jest groźne dla życia.

Przeczytaj ostrzeżenie dotyczące informacji medycznych i pokrewnych zamieszczonych w Wikipedii.